# Terugweg (lied)
Terugweg is een lied van de Nederlandse zanger Snelle. Het werd in 2023 als single uitgebracht en stond in hetzelfde jaar als derde track op het album Achtentwintig.

## Achtergrond
Terugweg is geschreven door Arno Krabman, Billy Dans, Delano Ruitenbach, Lars Bos, Paul Sinha, Roy Beukers en Wessel van Deursen en geproduceerd door Arno Krabman en Jimmy Huru. Het is een nummer uit het genre nederpop. In het lied zingt de artiest over het gevoel van rust als je na een lange dag werken in de auto onderweg naar huis bent, wetende dat je geliefde thuis op je zit te wachten. Het lied werd door de artiest uitgebracht om te vieren dat het concert Thuis bij Snelle in De Adelaarshorst in 2023 was uitverkocht en een extra concert werd toegevoegd. De zanger vertelde dat hij vooral trots was op de gitaarsolo aan het eind van het lied.
Het nummer was bij uitbrengen populair bij de Nederlandse radiozenders; het werd bij NPO Radio 2 uitgeroepen tot TopSong en bij 100%NL tot Hit van 100.

## Hitnoteringen
De artiest had succes met het lied in de hitlijsten van het Nederlands taalgebied. Het kwam tot de 27e positie van de Nederlandse Top 40 en stond zeven weken in deze lijst. Het piekte op de 34e plaats van de Nederlandse Single Top 100 en stond elf weken in deze hitlijst. In de Vlaamse Ultratop 50 stond het op de 48e plek in de enige week dat het in de lijst te vinden was.